# Chardon (entreprise)
Pour les articles homonymes, voir Chardon.
Chardon S.A. était un carrossier et sellier français implanté aux Roches de Condrieu, en limite des départements de l'Isère et du Rhône.
Durant son existence, il a réalisé des caisses et sièges pour les plus grands noms du transport routier de voyageurs, constructeurs et exploitants.
La société connaît son apogée vers 1975 en absorbant le Massicois Currus, disposant de fait de plusieurs unités de production.
Ses activités cessent définitivement au cours des années 2000, entraînant le licenciement de la centaine de salariés restants.